# Walter Thiele (Theologe)
Walter Thiele (* 6. September 1923 in Meßdorf; † 19. Juli 2016 in Sigmaringen) war ein deutscher evangelischer Theologe.

## Leben
Nach der Promotion in Tübingen am 15. Juni 1956 (Untersuchungen zu den altlateinischen Texten der drei Johannesbriefe) und der Habilitation 1960 ebenda wurde er dort 1964 Privatdozent und 1970 außerplanmäßiger Professor. Von 1952 bis 2005 arbeitete er im Beuroner Vetus-Latina-Institut mit.